# (1144) Oda
(1144) Oda – planetoida z pasa głównego asteroid okrążająca Słońce w ciągu 7 lat i 95 dni w średniej odległości 3,75 au. Została odkryta 28 stycznia 1930 roku w Landessternwarte Heidelberg-Königstuhl w Heidelbergu przez Karla Reinmutha. Nazwa planetoidy pochodzi od imienia żeńskiego. Przed jej nadaniem planetoida nosiła oznaczenie tymczasowe (1144) 1930 BJ.